# 多拉維爾 (喬治亞州)
多拉維爾（英語：Doraville）是一個位於美國喬治亞州迪卡爾布縣的城市。

## 地理
多拉維爾的座標為33°54′19″N 84°16′26″W / 33.90528°N 84.27389°W，而該地的平均海拔高度為327米（即1073英尺）。

## 人口
根據2010年美國人口普查的數據，多拉維爾的面積為9.30平方千米，當中陸地面積為9.30平方千米，而水域面積為0.00平方千米。當地共有人口8330人，而人口密度為每平方千米895人。